# شانغ بينغ
شانغ بينغ (بالصينية: 尚平) مواليد 23 ديسمبر 1984 في هاربن، هيلونغجيانغ، الصين، هو لاعب كرة سلة صيني. بدأ مسيرته الاحترافية في سنة 2009. يلعب في الرابطة الصينية لكرة السلة كلاعب وسط. يحمل الرقم 20. يبلغ طوله 6 قدم 9 بوصة (2.1 م).

## المسيرة الاحترافية
لعب مع بكين دوكز في الدوري الصيني في موسم 2009–2010، ثم لعب مع شانشي بريف دراجونز من سنة 2010 إلى 2012، ثم لعب مع تشينغداو دبلستار في موسم 2012–2013، ثم لعب مع نادي باناثينايكوس لكرة السلة في موسم 2013–2014.

## روابط خارجية
- شانغ بينغ على موقع كرة السلة الأوروبية.كوم (الإنجليزية)
- شانغ بينغ على موقع DraftExpress.com (الإنجليزية)
- شانغ بينغ على موقع كلية كرة السلة في سبورتس رفرنس.كوم (الإنجليزية)
- شانغ بينغ على موقع ريلجم (الإنجليزية)
- شانغ بينغ على موقع بروبوليرز (الإنجليزية)
- شانغ بينغ على موقع سبورتس رفرنس (الإنجليزية)